# Alfabeton
Alfabeton – zdanie, które zawiera wszystkie litery polskiego alfabetu, przy czym każda występuje tylko raz. Przykładem alfabetonu jest utwór: „Pchnąć w tę łódź jeża lub ośm skrzyń fig” nadesłany na konkurs „Wiadomości Literackich” i zacytowany przez Juliana Tuwima w Pegaz dęba, lub „Gnij schab, frytkę. Puść mą dłoń! Żel zwóź?” nieznanego autora.